# دمشلي
قرية دمشلى هي إحدى القرى التابعة لمركز كوم حمادة في محافظة البحيرة في جمهورية مصر العربية. حسب إحصاءات سنة 2006، بلغ إجمالي السكان في دمشلى 10323 نسمة، منهم 5315 رجل و5008 امرأة.

## التاريخ
قرية دمشلي من القرى القديمة، واسمها الأصلي «دمشليل»، حيث وردت بهذا الاسم في قوانين ابن مماتي وفي تحفة الإرشاد من أعمال حوف رمسيس، وباسمها الحالي في التحفة السنية لابن الجيعان في أعمال البحيرة.